# Uvai járás
Az Uvai járás (oroszul Увинский район [Uvinszkij rajon], udmurtul Ува ёрос [Uva jorosz]) Oroszország egyik járása Udmurtföldön. Székhelye Uva.

## Népesség
- 2002-ben 40 738 lakosa volt, melynek 50,5%-a orosz, 44,9%-a udmurt, 2,3%-a tatár.
- 2010-ben 39 671 lakosa volt, melyből 21 498 fő orosz, 16 476 udmurt, 811 tatár, 149 ukrán stb.